# Antoine-Pierre-Charles Favart
Antoine-Pierre-Charles Favart (6 de octubre de 1780 -28 de marzo de 1867) fue un dramaturgo, pintor, grabador y diplomático francés del siglo XIX. 

## Biografía corta
Era nieto de Charles-Simon Favart cuyas obras publicó, sus propias obras fueron presentadas en el Théâtre du Vaudeville. También participó como diseñador de vestuario en otras obras del boulevard como Le sultan du Havre de Armand d'Artois y Henri Dupin (1810). 
Cónsul de Francia en Rusia, secretario del duque de Caraman y del duque de Polignac, a cargo de las misiones diplomáticas, estableció lazos con el dramaturgo y poeta Aleksey Konstantinovich Tolstoy, de quien hizo un retrato al óleo en 1846. Ha dejado muchas caricaturas en la prensa y retratos para la Galerie théâtrale. Posteriormente fue nombrado cónsul en Mons (Bélgica). 
Discípulo de Joseph-Benoît Suvée, participó en el Salón de París de 1806 a 1839.

## Trabajos
- 1808: La Jeunesse de Favart, comedia anecdótica de un acto, en prosa, mezclada con comedia en vaudevilles, con Michel-Joseph Gentil de Chavagnac
- 1809: Le rival par amitié, comedia en 1 acto y en prosa, mezclada con vaudevilles, con Henri-François Dumolard
- 1809: Roger-Bontemps, ou La fête des fous, con Henri Dupin
- 1810: Les six pantoufles ou Le rendez-vous des Cendrillons, folie-vaudeville en 1 acto y en prosa, con Armand d'Artois y Henri Dupin